# ФИБА Европа
ФИБА Европа (енгл. FIBA Europe) је зона унутар Међународне кошаркашке федерације (ФИБА)  и она је организација која представља административни и контролни орган кошарке у Европи. Организацију чине 52 националних савеза.

## Најбољи тимови ФИБА Европе

### Мушкарци
| Поз. | Тим       | Поена |
| ---- | --------- | ----- |
| 1    | ШпанијаП  | 758   |
| 5    | Француска | 715   |
| 6    | Србија    | 710   |
| 7    | Словенија | 701   |
| 8    | Литванија | 670   |
| 9    | Грчка     | 665   |
| 11   | Италија   | 650   |
| 12   | Немачка   | 643   |
| 14   | Чешка     | 593   |
| 17   | Пољска    | 591   |
| 19   | Турска    | 537   |

### Жене
| Поз. | Тим                  | Поена |
| ---- | -------------------- | ----- |
| 4    | Шпанија              | 665   |
| 6    | Француска            | 635   |
| 7    | Белгија              | 632   |
| 8    | СрбијаП              | 582   |
| 11   | Турска               | 467   |
| 14   | Италија              | 396   |
| 15   | Босна и Херцеговина  | 386   |
| 17   | Грчка                | 355   |
| 18   | Шведска              | 332   |
| 19   | Словенија            | 309   |
| 20   | Уједињено Краљевство | 302   |

П Тренутни првак Европе

*Позиције су са Светске ранг листе Међународне кошаркашке федерације. Последњи пут ажурирано 11. 04. 2023.

## Национални тимови

### Европско првенство
| - Албанија - Аустрија - Азербејџан - Белорусија - Белгија - Босна и Херцеговина - Бугарска - Хрватска - Кипар - Чешка - Естонија - Финска - Француска - Грузија - Немачка - Велика Британија ( Енглеска) - Грчка - Мађарска - Исланд - Израел | - Италија - Косово*( Србија) - Летонија - Литванија - Луксембург - Република Македонија - Црна Гора - Холандија - Пољска - Португалија - Румунија - Русија - Србија - Словачка - Словенија - Шпанија - Шведска - Швајцарска - Турска - Украјина |

### Европско првенство за мале државе
| - Андора - Гибралтар - Малта - Молдавија | - Сан Марино - Шкотска - Велс |

### Земље које тренутно не учествују
| - Јерменија - Данска - Ирска | - Лихтенштајн - Монако - Норвешка |